# El niño de la barquita
El niño de la barquita es un cuadro del pintor español Joaquín Sorolla, terminado en 1904. Está realizado en óleo sobre lienzo, y tiene un tamaño de 106,5 x 76 cm. Se encuentra en el Museo Sorolla en Madrid. 
El cuadro muestra un niño desnudo mirando una pequeña embarcación a su lado.